# Sobieszewko (kolonia)
Sobieszewko – kolonia w Polsce położona w województwie pomorskim, w powiecie lęborskim, w gminie Cewice.
Miejscowość jest niezamieszkana, a budynki zburzone.
W latach 1975–1998 miejscowość administracyjnie należała do województwa słupskiego.